# خانه کاظم زده
خانه کاظم زده مربوط به اواخر دوره زند - دوره قاجار است و در شیراز، کوچه باغ ایلخانی ـ چهارراه مشیر واقع شده و این اثر در تاریخ ۳۰ اردیبهشت ۱۳۵۴ با شمارهٔ ثبت ۱۰۶۹ به‌عنوان یکی از آثار ملی ایران به ثبت رسیده است.